# Reaction Motors
La Reaction Motors, Inc. (nota anche con la sigla RMI) fu un'azienda statunitense che, a partire dagli anni quaranta, svolse un ruolo pionieristico nella progettazione e produzione dei primi motori a razzo a propellente liquido per impiego aeronautico. Fondata nel 1941 da Lovell Lawrence Jr., Hugh Franklin Pierce, John Shesta e James Hart Wyld, si fuse con la Thiokol Chemical nel 1958, rimanendo attiva come una divisione del gruppo Thiokol; fu chiusa definitivamente nel 1972.

## Storia
In seguito all'entusiasmo suscitato dalla sperimentazione di alcuni rudimentali motori a razzo che, a partire dalla fine degli anni venti, erano stati realizzati dall'American Rocket Society di cui facevano parte, Lovell Lawrence Jr., Hugh Franklin Pierce, John Shesta e James Hart Wyld fondarono nel 1941 un'azienda specializzata proprio nel campo degli endoreattori, la Reaction Motors, Inc. Già nel 1938, progettando e sperimentando il sistema di alimentazione detto "raffreddamento rigenerativo" (regenerative cooling), Wyld aveva introdotto una delle più significative innovazioni tecnologiche che poi sarebbero state caratteristiche dei motori prodotti dalla Reaction Motors, Inc.: facendo scorrere (grazie a delle tubazioni soprannominate "spaghetti") la miscela di alcol e acqua che faceva da combustibile all'interno delle pareti dell'ugello e della camera di combustione prima di immetterla nella camera stessa, si otteneva di raffreddarla efficacemente e di recuperare allo stesso tempo parte del calore contenuto nei gas di scarico. Questo fu il primo metodo che consentì di costruire endoreattori a propellente liquido capaci di non surriscaldarsi tanto in fretta da essere inservibili.
La prova di un motore a razzo della RMI venne effettuata di fronte ad alcuni ufficiali della US Navy prima dell'ingresso degli Stati Uniti nella seconda guerra mondiale, ma fu solo dopo l'attacco di Pearl Harbor del 7 dicembre 1941 e la conseguente entrata in guerra degli USA che la marina manifestò un concreto interesse per le potenzialità dell'endoreattore: la RMI ricevette allora dai militari un contratto per lo sviluppo di un razzo a propellente liquido, che la marina intendeva impiegare per assistere il decollo dei suoi aerei dal ponte delle portaerei (cosiddetto Rocket-Assisted Take Off, RATO).

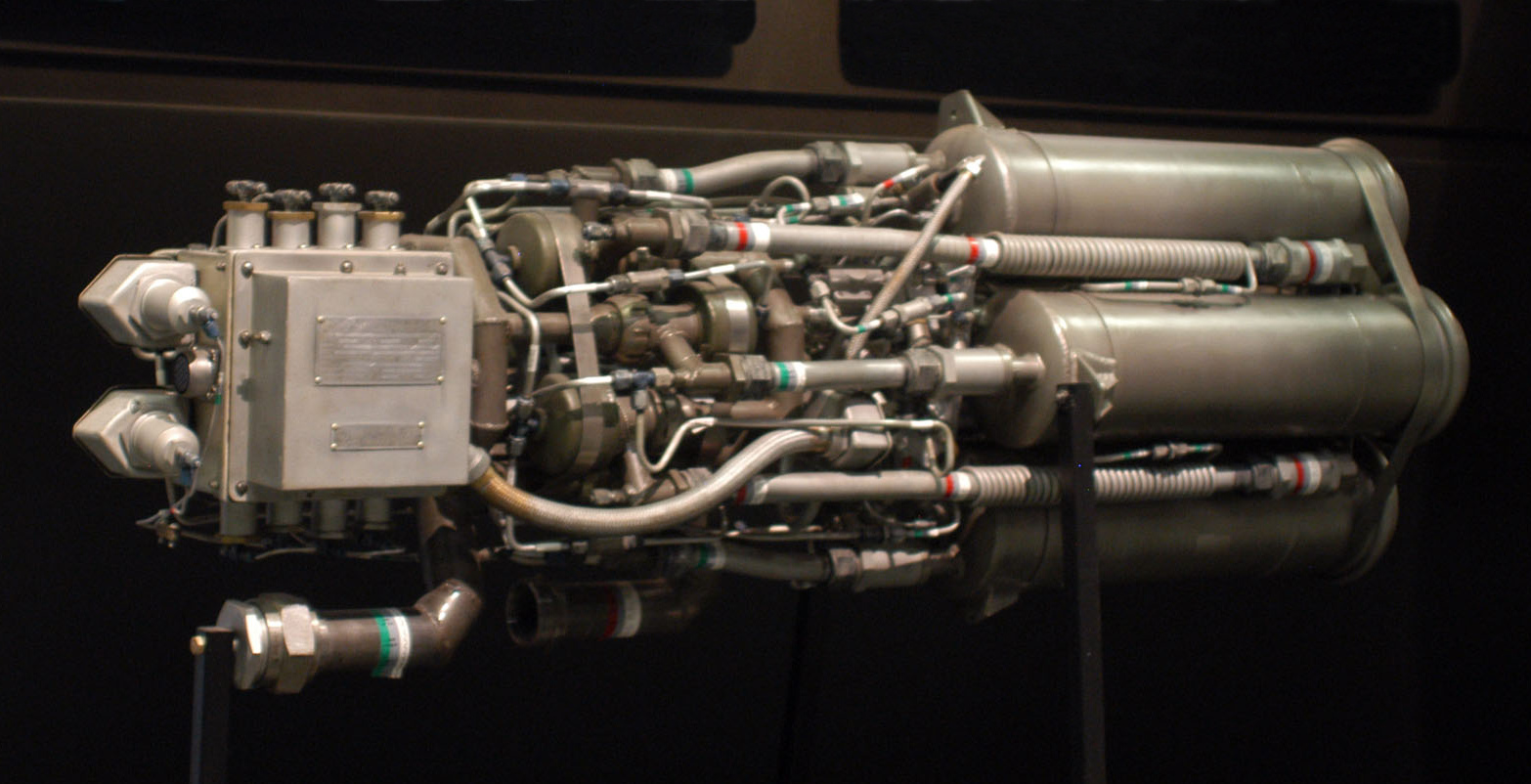
Il motore a razzo Reaction Motors XLR-11.

Nel 1943, a causa delle lamentele degli abitanti della zona di Franklin Lakes legate al rumore, al fumo e alle fiamme generati dal collaudo dei motori, la RMI abbandonò il suo primo quartier generale, in un ex negozio di biciclette a Pompton Lakes, per spostarsi nella località, più isolata, di Pompton Plains.
Fu qui che, sempre per conto della US Navy, venne avviata la progettazione del motore che sarebbe divenuto noto come Reaction Motors XLR-11; si trattava del reattore a propellente liquido da 26 kN, dotato di quattro camere di combustione, che dal 1946 in poi sarebbe stato impiegato da diversi importanti aerei sperimentali statunitensi, tra cui il Bell X-1 e il North American X-15.
Nella seconda metà degli anni quaranta la RMI si trasferì nella sua sede definitiva sul Lake Denmark, presso Rockaway, in una proprietà della marina ancora più isolata di Pompton Plains. Qui, potendo svolgere con tranquillità tutti i test necessari, e grazie a un consistente investimento della famiglia Rockefeller, la RMI sviluppò motori a razzo sempre più potenti.
Tra gli anni quaranta e gli anni cinquanta la RMI costruì il sistema propulsivo dell'MX-774, il primo missile balistico intercontinentale sperimentale statunitense, e quello dei razzi Viking, oltre ad altri motori per missili, satelliti e sonde lunari.

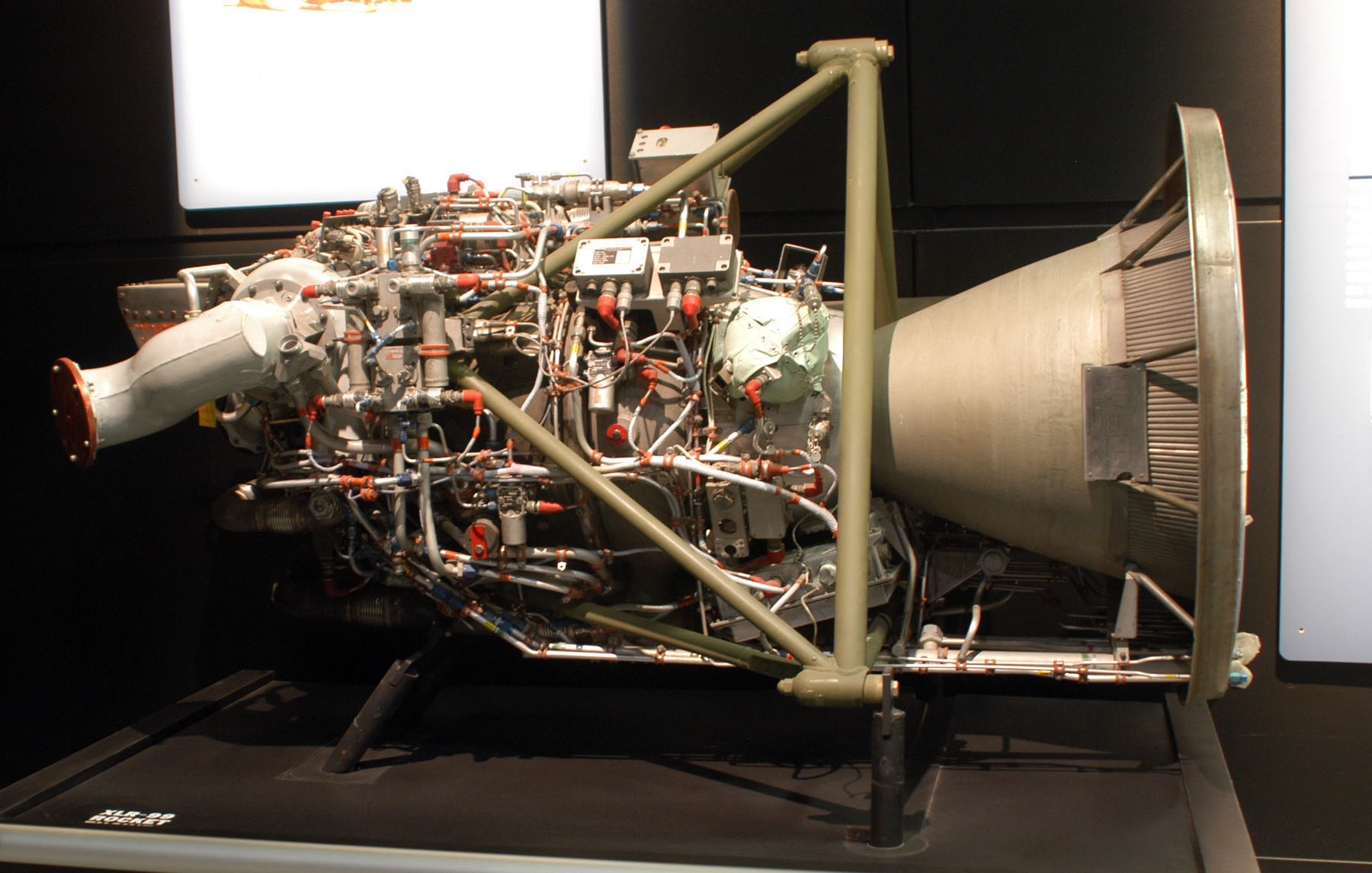
Il motore a razzo Reaction Motors XLR-99.

L'azienda venne acquistata dalla Thiokol Chemical, specializzata nei razzi a propellente solido, nel 1958. Pur rimanendo attiva come divisione del gruppo Thiokol sotto il nome di Reaction Motors Division e conservando una certa autonomia, la Reaction Motors si trovò in difficoltà durante lo sviluppo del nuovo XLR-99 da 254 kN, che sarebbe poi stato installato sul velivolo suborbitale X-15: i test del motore al banco provocarono danni agli edifici delle città, pur piuttosto lontane, intorno al Denmark Lake, ma la Thiokol non era disposta a finanziare un nuovo trasferimento. Durante la guerra del Vietnam l'ambito sperimentale in cui la Reaction Motors era specializzata subì una compressione a favore delle forniture militari, e in seguito all'aggravarsi della crisi della Reaction Motors Division la Thiokol la chiuse definitivamente nel 1972.
In riconoscimento dell'importante ruolo svolto dalla Reaction Motors nello sviluppo di alcune delle tecnologie che portarono gli Stati Uniti a far camminare un uomo sulla luna nel 1969, alla fine degli anni settanta uno degli edifici della struttura per il collaudo dei motori di Franklin Lakes venne iscritta nel National Register of Historic Places statunitense; cionondimeno, venne più tardi demolita da un proprietario privato. Alcune targhe sparse per il New Jersey e un'esposizione presso l'aeroporto di Teterboro ricordano il ruolo storico della Reaction Motors.